# Šanský stát
Šanský stát je separatistický státní útvar ve východní části Myanmaru. Má rozlohu 155 000 km² (skoro čtvrtina rozlohy celé Barmy) a okolo pěti milionů obyvatel, převážně etnických Šanů. Hlavním městem je Taunďi.

## Historie
Šanské státy existovaly v oblasti už od 13. století. Šanové popravdě nikdy nevytvořili jednotný stát, drobných království byly až tři desítky. Od 16. století byli Šanové vazaly barmských králů, v roce 1885 oblast ovládli Britové. Po vyhlášení nezávislosti v roce 1948 se stal Šanský stát autonomní součástí Barmy (s právem po deseti letech uspořádat plebiscit o dalším setrvání v unii), ale skupiny radikálů vedly ozbrojený boj za úplnou nezávislost. Situace se vyostřila poté, co se po vojenském převratu v roce 1962 stala Barma unitárním státem. Guerilla proti centrální vládě byla vedena množstvím konkurenčních skupin, které svoji činnost financovaly převážně z obchodu s opiem - Šanský stát tvoří jeden z vrcholů tzv. Zlatého trojúhelníku. Ze sousední čínské provincie Jün-nan byla vyzbrojována maoistická Armáda státu Wa (USWA). Jiné povstalecké oddíly, jako Shan State Army, zase podporovalo Thajsko - Šanové jsou příbuzní Thajců, viz podobnost názvů Šan a Siam, podobně jako Tai (jak se Šanové sami nazývají) a Thai. V řadách šanských povstaleckých armád bojovaly i ženy a děti.
Od 90. let uplatňuje myanmarská junta politiku cukru a biče - zintenzivnila zásahy proti povstalcům včetně porušování válečného práva , zároveň ale podporuje kulturní svébytnost a rozvoj lokální ekonomiky. Západní část Šanského státu se v současnosti podařilo pacifikovat, ale na východ od řeky Salwin jsou stále pány situace separatistická vojska. Nová ústava z října 2010 obnovila autonomní status Šanského státu. Existuje také exilová vláda, kterou vede saofa (tradiční královský titul) Sukhanfa.

## Geografie

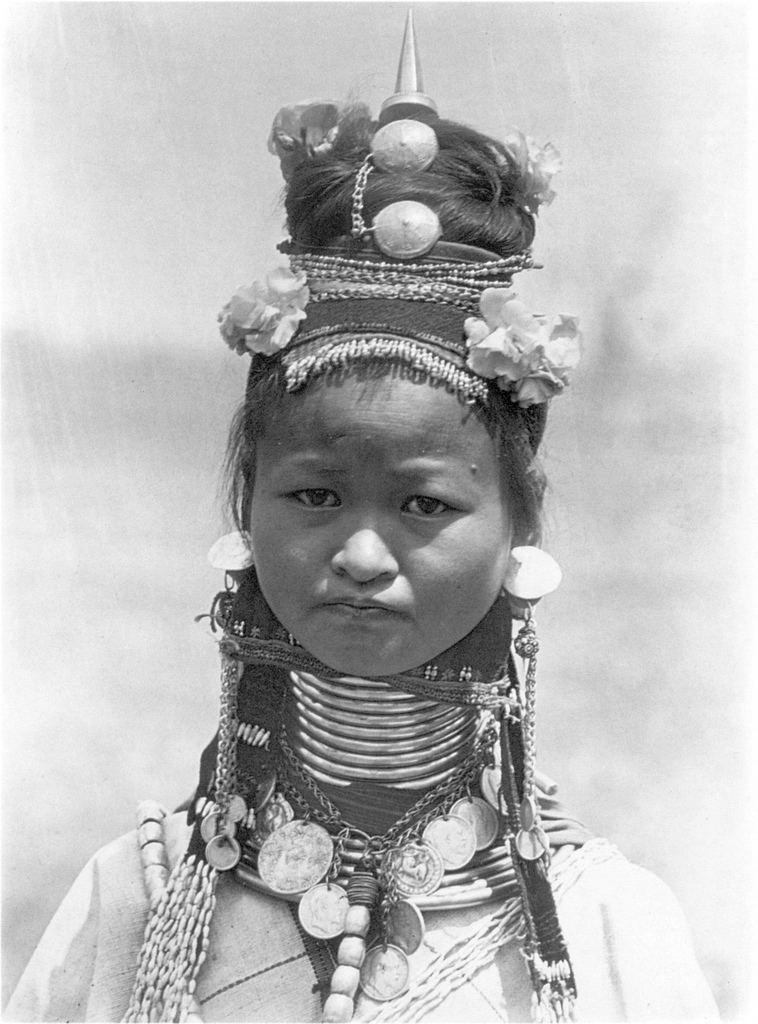
Šanské ženy v minulosti prosluly "žirafími krky", uměle natahovanými za pomoci bronzových obručí

Šanský stát je hornatá a obtížně přístupná země. Na jihozápadě leží důležité jezero Inle. Většina lidí žije na venkově, jediným větším městem je dvousettisícové Taunďi. Hlavním zaměstnáním obyvatel je pěstování rýže, také se zde těží stříbro, olovo a polodrahokamy, lesy poskytují teakové dřevo. Vláda Myanmaru plánuje vést oblastí ropovod spojující naftová pole na pobřeží Bengálského zálivu s Čínou. V březnu 2011 postihlo východní část Šanského státu zemětřesení.

## Obyvatelstvo
Většina Šanů vyznává buddhismus a mluví vlastním jazykem, šanštinou, z thajsko-kadajské jazykové rodiny, zatímco většina národů Myanmaru mluví tibetobarmskými jazyky. Šanové mají i své vlastní písmo, příbuzné thajskému a laoskému písmu. Mnoho z nich (údajně až dva miliony) žije v exilu, převážně v Thajsku. Zároveň žijí v Šanském státu kmeny, které se označují za odlišné od vlastních Šanů - např. Padaungové, Lahuové nebo Waové.